# 凱爾 (德國)
凯尔（德語：Kehl，發音：[keːl] ⓘ）是德国巴登-符腾堡州弗赖堡行政区奥尔特瑙县的城市，与法国斯特拉斯堡隔莱茵河相望，面积75.07平方千米，2023年12月31日人口为38,721人。

## 历史
1038年，凯尔首次在文献中被记载。1338年，凯尔和对岸的斯特拉斯堡之间建立起了第一条桥梁。18世纪时，凯尔市中心遭受火灾，但随后得到重建。

## 姐妹城市
- 蒙特內哥羅 科托尔
- 法國 蒙莫朗西